# Osman Batur
Osman Batur, även känd som Ospan Batyr, född 1899, död 29 april 1951, var en kazakisk gerillaledare. 
1943 organiserade Batur med sovjetiskt stöd kazakiska gerillagrupper i Altaj- och Tianshanbergen med målet att upprätta en egen stat i Altajområdet. I samband med den andra Östturkestanska republikens grundande 1944 gick han med i den nya regeringen. Efter Folkrepubliken Kinas grundande 1949 ledde han gerillagrupper som slogs mot Folkets befrielsearmé i Xinjiang. Han greps dock i södra Xinjiang och avrättades genom halshuggning i Ürümqi den 29 april 1951. Många av hans anhängare flydde senare från Xinjiang och inledde det som kallas den "kazakhiska flykten" från Xinjiang.